# Ульрихсберг
Ульрихсберг (нем. Ulrichsberg) — ярмарочная коммуна в Австрии, в федеральной земле Верхняя Австрия. 
Входит в состав округа Рорбах.  Население составляет 3027 человек (на 31 декабря 2005 года). Занимает площадь 57 км². Официальный код  —  41342.

## Политическая ситуация
Бургомистр коммуны — Вильфрид Келлерман (АНП) по результатам выборов 2003 года.
Совет представителей коммуны (нем. Gemeinderat) состоит из 25 мест.
- АНП занимает 14 мест.
- СДПА занимает 7 мест.
- другие: 3 места.
- АПС занимает 1 место.